# Monestir de Kvatajevi
El monestir de Kvatajevi (en georgià: ქვაბთახევი) és un monestir de l'Església ortodoxa georgiana medieval de la regió de Xida Kartli, a Geòrgia, a 55 km a l'oest de Tbilisi.

## Història
El complex del monestir de Kvatajevi està situat a la vora del poble de Kavtishevi, al final del congost, tallat per un torrent, als vessants del nord de la serralada Trialeti, protegit en tres costats per vessants de muntanyes escarpades. Va ser fundat en els segles XII-XIII i s'assembla als monestirs georgians de Betània i Pitareti, amb les seves formes i decoració arquitectòniques, que reflecteixen el cànon modern de l'arquitectura de l'Església georgiana del temple. En la secció transversal del temple, quasi una plaça, hi ha una cúpula col·locada sobre dos pilars independents i dos pilars que baixen dels ràfecs de l'altar. L'espai interior de l'església està format per la intersecció de la sala cruciforme i la cúpula. L'edifici té dos portals (entrades), un al sud, el segon a l'oest. La façana està recoberta amb rajoles quadrades de pedra tallada. La decoració està repleta d'estuc, especialment prop de les finestres i a la base de la cúpula; la façana oriental està decorada amb una gran creu ornamentada.
Històricament, Kvatajevi també va ser un centre literari, on es van copiar diversos manuscrits. També contenia importants tresors, joies georgianes medievals, moltes de les quals es van adquirir posteriorment i actualment s'exhibeixen a Moscou al Museu Estatal de Historia.
El monestir va sofrir danys importants durant la invasió de Timur a Geòrgia en el segle xiv, però posteriorment es va restaurar quasi per complet sota el patrocini del príncep Ivan Tarkhanov-Mouravov, el 1854. El campanar s'hi va afegir el 1872.